# Karratha Airport
Karratha Airport är en flygplats i Australien. Den ligger i kommunen Roebourne och delstaten Western Australia, omkring 1 300 kilometer norr om delstatshuvudstaden Perth. Karratha Airport ligger 9 meter över havet.
Närmaste större samhälle är Nickol, nära Karratha Airport. 
Omgivningarna runt Karratha Airport är i huvudsak ett öppet busklandskap. Trakten runt Karratha Airport är nära nog obefolkad, med mindre än två invånare per kvadratkilometer. Stäppklimat råder i trakten. Genomsnittlig årsnederbörd är 409 millimeter. Den regnigaste månaden är januari, med i genomsnitt 148 mm nederbörd, och den torraste är augusti, med 1 mm nederbörd.